# Internationale Jugendbegegnungsstätte Kreisau

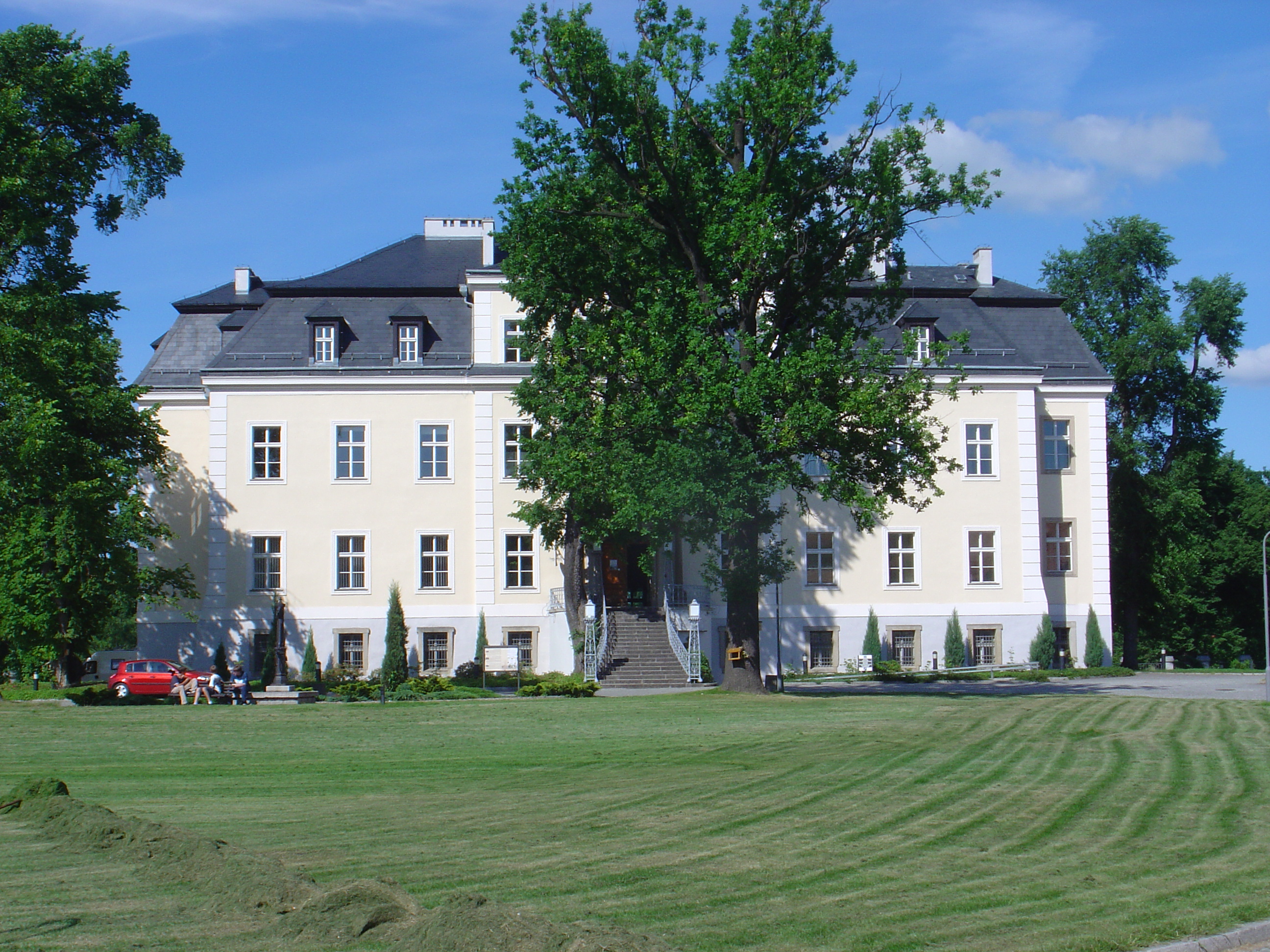
Schloss Kreisau

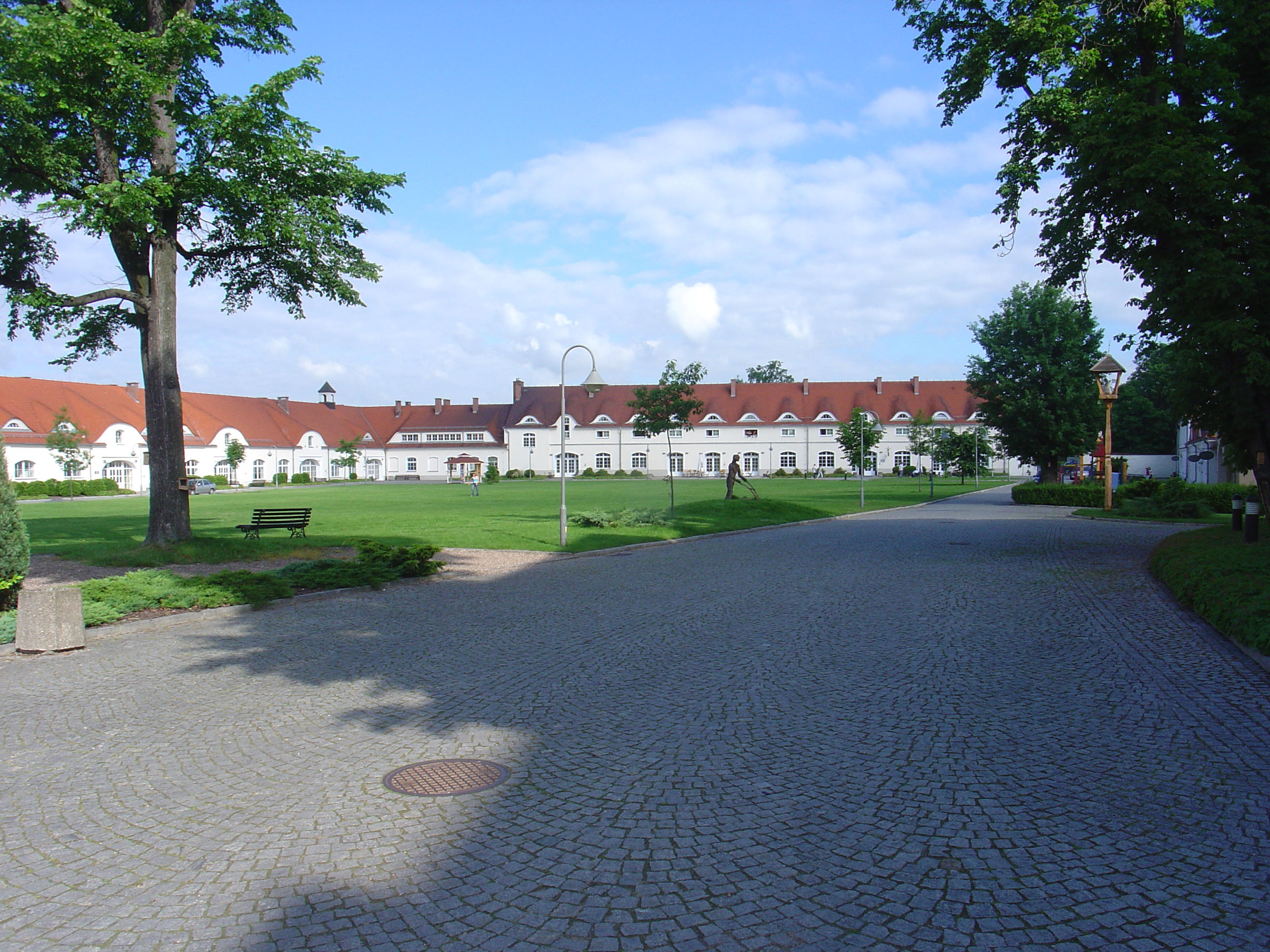
IJBS Kreisau – Blick auf den „Kuhstall“

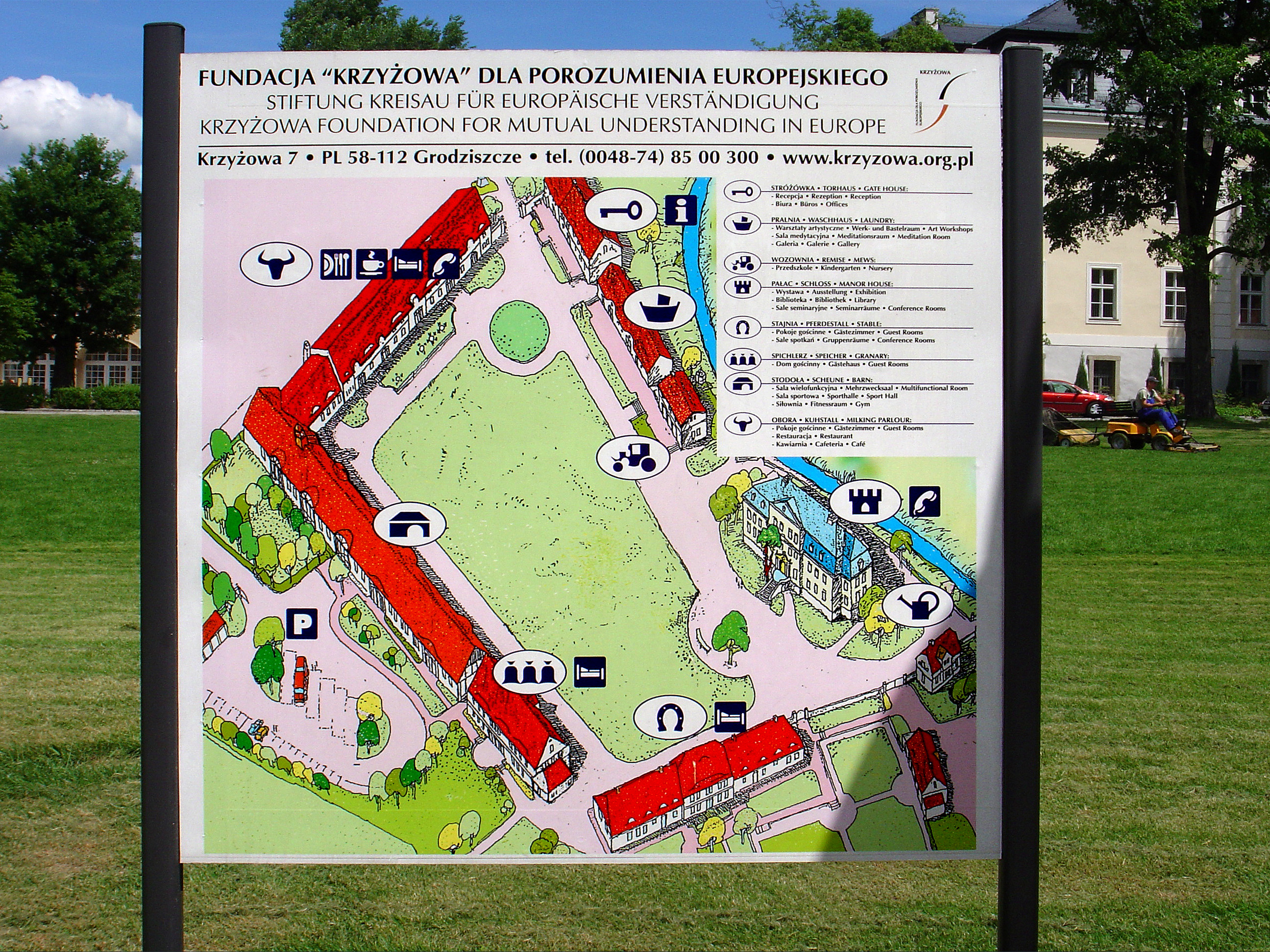
Plan der IJBS Kreisau

Die Internationale Jugendbegegnungsstätte „Stiftung Kreisau für Europäische Verständigung“ (IJBS Kreisau) liegt in dem polnischen 200-Einwohner-Dorf Krzyżowa (Kreisau) rund 60 Kilometer südwestlich von Breslau.
Das weitläufige Gut war bis 1945 der Familiensitz der Adelsfamilie von Moltke. Unter anderem an diesem historischen Ort trafen sich die Mitglieder des Kreisauer Kreises um Helmuth James Graf von Moltke. Nach dem Zweiten Weltkrieg verfiel die Anlage sehr, da die polnische sozialistische Regierung es nicht gern sah, dass an diesem Ort der deutschen und außerdem nicht-kommunistischen Opposition gedacht wurde. In dieser Zeit wurde das Gut als Volkseigenes Gut (PGR) benutzt. Die einzelnen Häuser tragen noch heute – anknüpfend an ihre landwirtschaftliche Nutzung vor wie nach dem Zweiten Weltkrieg – Namen wie Kuhstall, Speicher oder Pferdestall.
Auf Gut Kreisau trafen sich am 12. November 1989 der polnische Ministerpräsident Tadeusz Mazowiecki und der deutsche Bundeskanzler Helmut Kohl zu einer Versöhnungsmesse. Die bereits bestehenden Pläne, das Gut grundlegend zu sanieren und eine Internationale Jugendbegegnungsstätte zu eröffnen, genossen von diesem Zeitpunkt an die Rückendeckung beider Regierungen. Finanziert wurde die Renovierung überwiegend durch die „Stiftung für deutsch-polnische Zusammenarbeit“. 1998 wurde die Begegnungsstätte offiziell eröffnet. Bei der Eröffnungszeremonie waren die Witwen Freya von Moltke, Clarita von Trott zu Solz und Rosemarie Reichwein sowie die Protagonisten der Versöhnungsmesse 1989, Helmut Kohl und Tadeusz Mazowiecki, anwesend.
Das einige Hektar große Gut verfügt seitdem über viele bequem ausgestattete Gästezimmer, sowohl für Jugendgruppen als auch für Privatpersonen, einen Speisesaal (der früher als Kuhstall benutzt wurde), eine Cafeteria, Sporträume und -plätze, Konferenzräume (mit Simultanübersetzungsanlage) sowie Partyräume (mit Tischtennis und Billard). Auf dem Gelände befindet sich ebenfalls das restaurierte Schloss Kreisau, in dem eine Ausstellung zu Geschichte von Widerstand und Opposition im 20. Jahrhundert, unter anderem über den Kreisauer Kreis zu finden ist. Etwas abseits vom Schloss befindet sich ein Grillplatz.
Etwa zehn Kilometer entfernt liegt Świdnica (Schweidnitz) mit der berühmten Friedenskirche, die auf der Weltkulturerbe-Liste der UNESCO steht.

## Auszeichnungen
- 2009 Kulturpreis Schlesien des Landes Niedersachsen